# 1994年カタール・エクソンモービル・オープン
1994年カタール・エクソンモービル・オープン (1994 Qatar ExxonMobil Open)は1994年1月3日から1月10日にかけてカタール・ドーハにて開催されたATPツアーワールドシリーズ大会である。

## 優勝

### 男子シングルス
ステファン・エドベリ def.  ポール・ハーフース, 6–3, 6–2
- エドベリがシーズン1度目、ツアー通算39度目のシングルスタイトルを獲得した。

### 男子ダブルス
オリビエ・ドレートル /  ステファン・シミアン def.  シェルビー・キャノン /  バイロン・タルボット, 6–3, 6–3